# Marajá (fruta)
Marajá é o nome e um fruto de uma palmeira da Amazônia. Seu tamanho pode ser comparado ao de uma azeitona, além do formato de um côco com cascas roxa e às vezes preta. Sua polpa é muito pouca na cor branca e às vezes rosa adocicada e azeda. 
A palmeira da qual provém o fruto é uma árvore com altura de  aproximadamente seis metros de altura. Também é conhecida como Marajazeiro. Seu caule é coberto de espinhos e  as folhas também.
Com a polpa da fruta pode ser fabricado o licor de Marajá. As sementes podem ser usadas em adornos como brincos e colares. Sua madeira é usada no artesanato indígena e utensílios domésticos.